# Monkaen Kaenkoon
Monkaen Kaenkoon (taj. มนต์แคน แก่นคูน), właśc. Kittikun Boonkhamchun (taj. กิตติคุณ บุญค้ำจุน; ur. 20 lipca 1973) – tajski piosenkarz i aktor. Wykonuje muzykę luk thung.
W 2020 roku jego utwory zamieszczone w serwisie YouTube odnotowały najwięcej odtworzeń spośród utworów piosenkarzy tajskich.

## Dyskografia
Albumy studyjne
| #  | Album |
| -- | --- |
| 1. | ยังคอยที่ซอยเดิม (Yang Koay Thee Soai Derm) - Data wydania: 16 sierpnia 2005 - Wytwórnia: GMM Grammy                             |
| 2. | ยามท้อขอโทรหา (Yam Tor Khor Toe Haa) - Data wydania: 26 września 2006 - Wytwórnia: GMM Grammy                                 |
| 3. | สร้างฝันด้วยกันบ่ (Sang Fan Duai Kan Bor) - Data wydania: 25 marca 2008 - Wytwórnia: GMM Grammy                                   |
| 4. | โรงงานปิดคิดฮอดน้อง (Roang Bgan Pit Kid Hot Nong) - Data wydania: 28 maja 2009 - Wytwórnia: GMM Grammy                          |
| 5. | ฝันอีกครึ่งต้องพึ่งเธอ (Fan Eek Krang Tong Pueng Ther) - Data wydania: 31 maja 2010 - Wytwórnia: GMM Grammy                         |
| 6. | ตรงนั้นคือหน้าที่ ตรงนี้คือหัวใจ (Trong Nan Kue Na Thee Trong Nee Kue Hua Jai) - Data wydania: 14 czerwca 2012 - Wytwórnia: GMM Grammy |
| 7. | ให้เขารักเธอ เหมือนเธอรักเขา (Hai Khao Rak Ther Muean Ther Rak Khaw) - Data wydania: 22 września 2016 - Wytwórnia: GMM Grammy    |
| 8. | อ้ายฮักเขา ตอนเจ้าบ่ฮัก (Ai Hak Khaw Toan Jao Bor Hak) - Data wydania: 1 listopada 2018 - Wytwórnia: GMM Grammy                   |
| 9. | ไปรวยเอาดาบหน้า (Pai Ruay Ao Dabk Nha) - Data wydania: 11 listopada 2020 - Wytwórnia: GMM Grammy                              |